# 制高
制高（せいこう）とは戦略・戦術思想のひとつで、常に敵よりも高い位置を占める事で優位にたてるという考え。古くは櫓から近年の航空戦に至るまで高さにおいて優位にたつという事は戦闘を通して基本的な考えといえる。
第二次世界大戦以降はこれに機動戦の考えも融合し航空主兵として今日に至るまで戦略の基礎となっている。

## 用語
- 制高点（せいこうてん）とは制高の形になったときの場、或は時間。空戦時ではこの制高点を占める事が重要となる。